# 定结鳞毛蕨
定结鳞毛蕨（学名：Dryopteris tingiensis）为鳞毛蕨科鳞毛蕨属下的一个种。